# Rho2 Arae
Pour les articles homonymes, voir Rho Arae.
Désignations
Rho2 Arae (en abrégé ρ2 Ara) est une étoile de la constellation de l'Autel. Elle reçut cette désignation de Bayer lorsqu'elle fut cataloguée par Johann Elert Bode dans l'Uranographia. 
Il s'agit d'une étoile visible à l'œil nu mais peu brillante, ayant une magnitude apparente de 5,54. Basé sur un décalage annuel de la parallaxe de 6,28 mas, elle se trouve à environ 520 années-lumière (160 parsecs) du Soleil, avec une marge d'erreur de 30 années-lumière près.

## Spectre
Rho2 Arae est une étoile bleu-blanc à qui on a attribué un type spectral de B9 IV ou B9 V. La classe de luminosité IV indiquerait que l'étoile est au stade de sous-géante, tandis qu'une classe V signifie qu'il s'agirait d'une étoile de la séquence principale comme le Soleil. Dans ce dernier cas, elle est sur le point d'entrer dans le stade de sous-géante, à environ 93 % de sa durée de vie de la séquence principale.

## Caractéristiques
Rho2 Arae a plus de 3 M☉ et brille avec 238 L☉. Cette énergie est rayonnée dans l'espace depuis l'atmosphère extérieure à une température effective de 10 520 K, lui donnant la teinte bleu-blanc d'une étoile de type B. Elle tourne rapidement sur elle-même à une vitesse de rotation projetée de 302 km/s.